# Par un soir de printemps
Par un soir de printemps est une nouvelle de Guy de Maupassant, parue en 1881.

## Historique
Par un soir de printemps est initialement publiée dans la revue Le Gaulois du 7 mai 1881, puis dans le recueil posthume Le Père Milon en 1899.  

## Résumé
Jeanne s'apprête à épouser son cousin Jacques. Ce n’est pas un coup de foudre, mais un mariage décidé par leurs mères, deux sœurs. Les deux enfants habitent depuis toujours la même maison, ils ont été élevés ensemble et l’affection qu’ils ont toujours eue l’un pour l’autre s’est transformée en amour quand ils ont appris qu’on allait les marier.
Dans la maison, habite également la troisième sœur, Tante Lison, une vieille fille qui fait partie des meubles de la maison. On la voit tous les jours, mais on ne sait rien de sa vie.  Elle reste enfermée dans sa chambre et ne descend que pour les repas.
Un soir, Jacques dit tendrement à sa femme : «N’as-tu point froid à tes chers petits pieds?». Tante Lison éclate alors en sanglots  : «On ne m’a jamais dit de ces choses-là, à moi, jamais ! jamais !».

## Édition française
- Par un soir de printemps, dans Maupassant, Contes et Nouvelles, texte établi et annoté par Louis Forestier, éditions Gallimard, Bibliothèque de la Pléiade, 1974  (ISBN 978 2 07 010805 3).